# Jean Paulhan
Jean Paulhan (Nîmes, 2 de diciembre de 1884-París, 9 de octubre de 1968) fue un escritor francés director de La Nouvelle Revue Française, desde donde ejerció una enorme influencia en las letras francesas. Pese a sus obras literarias, sobre el lenguaje y sobre el arte, y pese a su influencia, su figura ha permanecido bastante oculta y algo misteriosa. Hasta recientemente, ninguna de sus obras había sido traducida al español, aunque sí al resto de las principales lenguas europeas.

Espero todo de la literatura. Si hay algo divino y sagrado en el mundo, es a través de la literatura como nos acercamos a ello.

## Biografía
Jean Paulhan nació el 2 de diciembre de 1884 en Nîmes donde su padre, Frédéric Guillaume Paulhan, filósofo (y coleccionista de arte), trabaja como empleado de la biblioteca municipal. En 1896 la familia se mueve a París donde su madre, Jeanne Henriette Thérond, abre una pensión en la que se alojan estudiantes extranjeras acomodadas, principalmente polacas y rusas, que le pusieron en contacto con ambientes nihilistas y anarquistas. En la pensión se encontraba alojada Salomea Prusak, estudiante de medicina, con la que se casaría años después.
Jean Paulhan terminó sus estudios en el liceo Louis-le-Grand de París y se licenció en letras y filosofía. En 1907 suspendió su examen de profesor agregado pero fue reclutado como profesor de letras, francés, latín, moral y filosofía por el gobernador de Madagascar, a donde llegó en enero de 1908. Allí permaneció 33 meses, hasta finales de 1910. A su vuelta a París intentó conseguir una plaza en la Escuela de Lenguas Orientales, que no logró. Como se ha dicho, se casó el 6 de junio de 1911 con Salomea Prusak, Sala. En 1912 viajaron a Argelia por razones de salud de su mujer, aunque no puede excluirse que otro motivo haya sido el deseo de poner tierra de por medio por causa de sus actividades anarquistas. En agosto de 1913 nació su hijo Pierre.
En 1914 fue movilizado y en diciembre fue herido por la explosión de un obús, de resultas de lo cual arrastraría problemas de salud durante cinco años. Alcanzó el grado de sargento de Zuavos y es citado en el orden de su regimiento por el "gran valor mostrado conduciendo su sección al asalto durante el combate del Bois-Saint-Mard" (recibió la Cruz de Guerra en 1916).
Tras su hospitalización es asignado al servicio de vigilancia aérea y posteriormente al servicio de intérpretes del parque móvil.
En 1915 conoció a Germaine Pascal (de soltera Dauptain), casada y con dos hijos, de la que se enamoró. Sin embargo, su mujer e hijo se reunieron con él. Durante la guerra no dejó de escribir y publicó sus primeros libros, que le abrieron las puertas de la sociedad literaria de París. En 1918 nació su segundo hijo, Frédéric, aunque continuó viendo a Germaine.
En 1919 fue presentado a Jacques Rivière, director de La Nouvelle Revue Française (NRF) -fundada en 1909- donde comenzó un año después a trabajar y a publicar, simultaneando este empleo con el de redactor en la Direction de l'Enseignement supérieur. En 1920 comenzó su vida en común con Germaine Pascal mientras se iniciaban las difíciles gestiones para divorciarse de Sala, asunto que, como tantos otros a lo largo de su vida, fue una sorpresa para sus amigos más cercanos y que no hizo sino subrayar el carácter un tanto enigmático que siempre tuvo su vida privada.
En 1925, a la muerte de Jacques Rivière, Gaston Gallimard le nombró redactor jefe de la NRF, abandonando su empleo en el ministerio de Instrucción Pública. En 1927 su enemistad con André Breton llegó al extremo de enviarle a este sus testigos para retarle a un duelo, que Breton rechazó (parece que años después también retó a duelo a Paul Éluard). También el mismo año su mujer, Sala, es atropellada por un coche y sufre la amputación de una pierna. No está claro si se trató de un intento de suicidio - tras no conseguir que Jean Paulhan volviese a vivir con ella y sus hijos - o de un accidente. De cualquier manera, las disputas por la tutela de los hijos proseguían en los tribunales. En 1930 comenzaron los problemas de salud de Germaine. Inicialmente diagnosticados como reumatismo, será durante la guerra cuando se descubra que se trataba de Parkinson. Finalmente, en 1933, su mujer le concede el divorcio y en diciembre del mismo año se casa con Germaine. En 1935 Paulhan fue nombrado director de la NRF, puesto que desempeñaba de facto desde hacía varios años. En 1936 comenta: Ce qui se passe en Espagne est atroce. Ese mismo año es nombrado gerente de la NRF y crea la serie Métamorphoses de la editorial Gallimard.

Comienza la Segunda Guerra Mundial y en junio de 1940 la NRF se desplaza a Carcassonne. Francia y Alemania firman el armisticio el 22 del mismo mes y Jean Paulhan se incorpora a la resistencia mientras maniobraba en Vichy para que la NRF no sea prohibida. Bajo la dirección de Drieu la Rochelle, la NRF vuelve a editarse en diciembre de 1940, así como el primer número clandestino de la revista Résistance que nace alrededor del grupo del Musée de l'Homme y del que forma parte Paulhan, quien también sirve de puente para hacer llegar fondos a la editorial clandestina Les Éditions de Minuit, en cuya fundación participó y de la que era director literario.

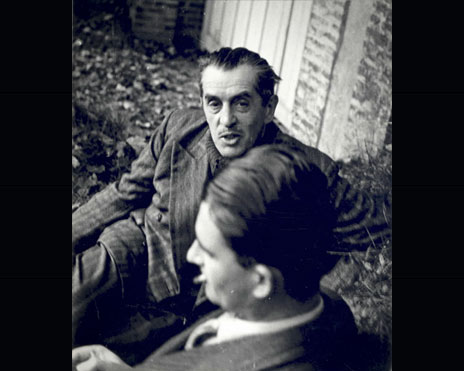
Jean Paulhan en la clandestinidad (1944)

En 1941 fundó junto a Jacques-Decour la revista Les Lettres françaises tras el cierre por la Gestapo de la imprenta donde publicaban La Pensée libre. En 1942 cae el grupo de resistencia del Musée de l'Homme y algunos de sus miembros son fusilados. Durante el mismo año los esfuerzos de Drieu la Rochelle por publicar una NRF más dócil, en la que las culturas alemana y francesa se comunicaran, se pierden en las maniobras dilatorias de Paulhan, hasta que aquel abandona la dirección de la revista. La Gestapo presiona a Gaston Gallimard para que nombre director de la NRF a Ramon Fernández.
En mayo de 1944 Jean Paulhan fue denunciado a la Gestapo como judío por Elise Jouhandeau, y fue el marido de esta, Marcel Jouhandeau, quien avisa a Paulhan de lo ocurrido. Escapó por los tejados de su casa de la "rue des Arènes" y pasó a la clandestinidad. Liberada Francia, comenzaron las purgas, también en el mundo de las letras, a las que Paulhan se opuso. Igualmente, la editorial Gallimard y la NRF se enfrentaron a las acusaciones de colaboracionistas, en particular esta última. En el año 1945 Paulhan testificó a favor de Gaston Gallimard, quien le pidió que liquidase la NRF (que no se publicaba desde 1943). El escritor Roger Brasillach fue condenado a muerte y Jean Paulhan firmó junto a otros la petición de gracia, que fue denegada. Asistió al entierro de Drieu la Rochelle; recibe la medalla de la Résistance française.

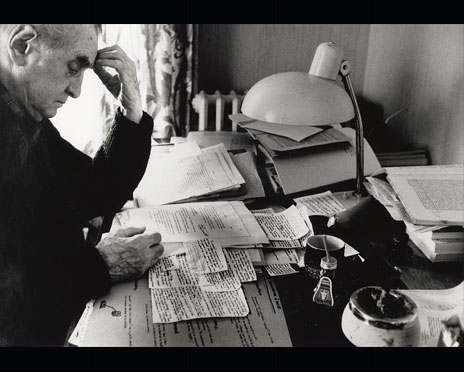
Jean Paulhan (1967)

En 1947 comenzó su relación con Dominique Aury, al tiempo que mantenía otra desde hacía algún tiempo con Edith Boissonnas, con quien rompería al año siguiente. En 1950 la relación con D. Aury se hizo discretamente oficial. Mientras, su mujer, Germaine, cuya salud se había agravado, no salió de su casa desde 1951 hasta su muerte. En 1953 reapareció la NRF tras su interrupción durante la guerra. En 1954 Paulhan entregó el manuscrito de la polémica novela Histoire d'O (firmada por Pauline Réage, pero escrita por Dominique Aury, como se ha revelado cerca de su muerte, al editor J.J. Pauvert, con lo que comenzaba el largo rosario de problemas que le acarreó ser considerado falsamente como el autor. 
El texto completo ya circulaba en el círculo restringido de sus amistades desde hacía, al menos, tres años.
En 1961 fue miembro del jurado del festival de Cannes (junto con Fred Zinnemann y Pedro Armendáriz, y bajo la presidencia de Jean Giono). Concedieron la Palme d'Or ex aequo para Une aussi longue absence de Henri Colpi y Viridiana de Luis Buñuel. En 1963 fue elegido miembro de l'Académie Française. En 1964 anota: "Están pasando cosas graves, el cordobés (si vive) va a cambiar todo el arte del arte del toreo: se pega al toro". En 1966 fue nombrado miembro de la Société de philosophie. Falleció el 9 de octubre de 1968.

## Obras
- Les Hain-teny merinas: Poésies populaires malgaches recueillies et traduites par Jean Paulhan. (1913)
- Le Guerrier Apliqué. (1914)
- Lalie. (1915)
- Progrès en Amour Assez Lents. (1917)
- Jacob Cow le pirate ou Si les mots sont des signes. (1921)
- Le Pont Traversé. (1921)
- La Guérison Sévère. (1925)
- Les Fleurs De Tarbes ou La Terreur Dans Les Lettres. (1941, apareció en cuatro números consecutivos de la NRF de junio a octubre de 1936)
- Aytré qui Perd l'Habitude. (1943)
- Fautrier. Oeuvres (1915-1943). (1943)
- Clef De La Poésie Qui Permet De Distinguer Le Vrai Du Faux En Toute Observation Ou Doctrine Touchant La Rime, Le Rythme, Le Vers, Le Poète Et La Poésie. (1944)
- Braque, le Patron. (1945)
- F.F. ou Le Critique. (1945)
- L'Énigme des Tableaux Modernes. (1947)
- Lettre au Médecin. (1948)
- De La Paille et Du Grain. (1948)
- Le Berger d'Écosse. La Pierre Philosophale. Les Passagers". (1948)
- Fautrier L'Enragé. (1949)
- La Métromanie Ou Les Dessous De La Capitale. (1949)
- Secrets. (1949)
- Petit Livre... À Déchirer. (1949)
- Les Causes Célèbres. (1950)+
- Les Gardiens. (1951)
- Le Marquis de Sade et sa Complice Ou Revanches De La Pudeur. (1951)
- Petite Préface À Toute Critique. (1951)
- Lettre aux Directeurs de la Résistance. (1952)
- L'Aveuglette. (1952)
- La Preuve par L'étymologie. (1953)
- Les Paroles Transparentes. (1955)
- L'Oniroscope. (1957)
- Germaine Richier. (1957)
- De Mauvais Sujets. (1958)
- Karskaya. (1959)
- Du Bonheur dans L'Esclavage. (1961)
- L'Art Informel. (1962)
- Les incertitudes du langage. (1970, transcripción de conversaciones en la radio)
- La peinture cubiste. (1971)

Sus obras completas se editaron a partir de 1966 en cinco volúmenes (Cercle du livre précieux, Claude Tchou). La editorial Gallimard ha comenzado una nueva edición de las mismas, de las que ya han aparecido los dos primeros volúmenes (marzo de 2009).
- Su Correspondencia con Gaston Gallimard (1919-1968), sale en 2012